# ليام نوبل
ليام نوبل (بالإنجليزية: Liam Noble)‏ (8 مايو 1991 بنيوكاسل أبون تاين في المملكة المتحدة - ) هو لاعب كرة قدم بريطاني في مركز الوسط. لعب مع نادي سندرلاند ونادي كارلايل يونايتد ونوتس كاونتي.

## وصلات خارجية
- ليام نوبل على موقع قاعدة بيانات كرة القدم.إي يو (الإنجليزية)
- ليام نوبل على موقع Soccerbase.com (لاعب) (الإنجليزية)